# Orientius
Orientius (4. század vége – 5. század eleje) ókeresztény író
Galliából származott, Auch püspöke volt. Az 5. század elején egy „Commonitorium” című tankölteményt írt két részben (309 és 209 disztichon), amelynek célja az örök üdvösségre való utat megmutatni és a bűnök ellen harcra inteni. Több kisebb költeményt is neki tulajdonítanak, ezek hitelessége azonban bizonytalan.